# Loco (песня Тимати)
«Loco» — песня российского рэп-исполнителя Тимати, выпущенная 15 мая 2020 года в качестве сингла. Позднее песня вошла в состав седьмого студийного альбома «Транзит».

## Предыстория
В феврале 2020 года Тимати опубликовал в своём Instagram-аккаунте информацию, что впервые попробует записать песню на испанском языке. По словам хип-хоп-исполнителя, его дочь начала изучать испанский язык и поинтересовалась у своего отца, знает ли он этот язык. Эта ситуация и послужила вдохновением создания композиции. По данным сайта музыкального канала RU.TV, публикация с анонсом трека за два дня собрала полтора миллиона просмотров.
Презентация трека состоялась во время совместного прямого эфира с Джиганом.

## Видеоклип
Релиз видеоклипа на трек, снятого в вертикальном формате, состоялся 15 мая 2020 года эксклюзивно на IGTV. В нём рэпер исполняет танец на улицах ночного города, на фоне дорогостоящих спортивных автомобилей, в студии, освещённой красочными неоновыми лампами, и рассказывает о «загадочной» сеньорите. Режиссёром музыкального видео выступил Аблай Каиржанов.

## Отзывы
Ульяна Пирогова  из ТНТ Music отметила, что в «Loco» Тимати «ушёл в латину» и объединил русскоязычные куплеты с «зажигательными» припевами на испанском. Руслан Тихонов, ещё один журналист того же портала, заметил, что рэп-исполнителю «не чужд латиноамериканский вайб» и то, что за четыре минуты хронометража рэперу «удалось удивить» «интересным продакшеном» и «тщательно проработанной» вокальной линией. Фарит Амиров, корреспондент интернет-издания Сова, как и остальные обозреватели, обратил внимание на присутствие испанских припевов в песне. Алексей Мажаев, рецензент информационного агентства InterMedia, заявил, что в композиции рэпер «оставляет в покое» бывших и нынешних коллег и высказывает претензии «алчным» дамам.